# Ascorhynchus fusticulus
Ascorhynchus fusticulus är en havsspindelart som beskrevs av Nakamura, K. och C.A. Child. 1983. Ascorhynchus fusticulus ingår i släktet Ascorhynchus och familjen Ammotheidae. Inga underarter finns listade i Catalogue of Life.